# VPS35
VPS35‏ (VPS35, retromer complex component) هوَ بروتين يُشَفر بواسطة جين VPS35 في الإنسان.